# Begonia × cheimantha
Begonia × cheimantha es una especie de planta perenne perteneciente a la familia Begoniaceae. 
Es un híbrido compuesto por Begonia dregei Otto & A.Dietr. × Begonia socotrana Hook.f.

## Taxonomía
Begonia × cheimantha fue descrita por Everett ex C.Weber y publicado en Baileya 16: 47. 1969.
Etimología
Begonia: nombre genérico, acuñado por Charles Plumier, un referente francés en botánica, honra a Michel Bégon, un gobernador de la excolonia francesa de Haití, y fue adoptado por Linneo.
cheimantha: epíteto que deriva de las palabras griegas: cheim, χειμα, ατοϛ = "invierno" y anthos, ανϑοϛ = "flor". refiriéndose a que son flores de invierno.